# Pavel Stolbov
Pavel Afanassievitch Stolbov (en russe : Павел Афанасьевич Столбов), né le 30 août 1929, mort le 15 juin 2011 est un gymnaste soviétique.

## Palmarès

### Jeux olympiques
- Melbourne 1956
  -  médaille d'or au concours par équipes

### Championnats du monde
- Moscou 1958
  -  médaille d'or au concours par équipes
  -  médaille d'argent au cheval d'arçons
  -  médaille de bronze aux barres parallèles

- Prague 1962
  -  médaille d'argent au concours par équipes
  -  médaille d'argent é la barre fixe

### Championnats d'Europe
- Copenhague 1959
  -  médaille d'or à la barre fixe
  -  médaille d'argent au concours général individuel
  -  médaille d'argent aux anneaux
  -  médaille de bronze aux barres parallèles